# سندس عباس

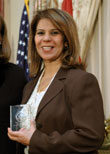
د. سندس عباس و جائزة الشجاعة الدولية للمرأة 2007

سندس عباس الناشطة في حقوق المرأة العراقية. بمنصب المدير التنفيذي لمعهد القيادات النسائية في بغداد، عملت لتحسين حقوق المرأة.
تدربت سندس في العلوم السياسية، وعملت على تحسين مشاركة المرأة العراقية في الأحزاب السياسية، في صياغة الدستور وعملية التعديل، وفي المصالحة الوطنية وجهود حل الصراع.
وقد كتبت أيضا في الصحف اليومية الرئيسية في العراق حول موضوع حقوق المرأة، وعقدت مؤتمرات صحفية لمعالجة القضايا التي تهم المرأة، وكذلك دروس تعليم على اتخاذ القرارات.
وقد سافرت سندس عباس أيضا في جميع أنحاء الشرق الأوسط لمؤتمرات المرأة والندوات.
في عام 2007، حصلت على جائزة أشجع امرأة دولية.